# سن آندرس (سانتاندر)
سن آندرس (انگلیسی: San Andrés, Santander) یک منطقه مسکونی در کشور کلمبیا است.